# Ishikari, Hokkaidō
Ishikari (石狩市 Ishikari-shi, Ainu: Iskarun) là thành phố thuộc phó tỉnh Ishikari, Hokkaidō, Nhật Bản. Tính đến ngày 1 tháng 10 năm 2020, dân số ước tính thành phố là 56.869 người và mật độ dân số là 79 người/km2. Tổng diện tích thành phố là 722,4 km2.

## Địa lý

### Khí hậu
| Dữ liệu khí hậu của Ishikari, Hokkaidō  | Dữ liệu khí hậu của Ishikari, Hokkaidō | Dữ liệu khí hậu của Ishikari, Hokkaidō | Dữ liệu khí hậu của Ishikari, Hokkaidō | Dữ liệu khí hậu của Ishikari, Hokkaidō | Dữ liệu khí hậu của Ishikari, Hokkaidō | Dữ liệu khí hậu của Ishikari, Hokkaidō | Dữ liệu khí hậu của Ishikari, Hokkaidō | Dữ liệu khí hậu của Ishikari, Hokkaidō | Dữ liệu khí hậu của Ishikari, Hokkaidō | Dữ liệu khí hậu của Ishikari, Hokkaidō | Dữ liệu khí hậu của Ishikari, Hokkaidō | Dữ liệu khí hậu của Ishikari, Hokkaidō | Dữ liệu khí hậu của Ishikari, Hokkaidō |
| Tháng                                   | 1                                      | 2                                      | 3                                      | 4                                      | 5                                      | 6                                      | 7                                      | 8                                      | 9                                      | 10                                     | 11                                     | 12                                     | Năm                                    |
| --------------------------------------- | -------------------------------------- | -------------------------------------- | -------------------------------------- | -------------------------------------- | -------------------------------------- | -------------------------------------- | -------------------------------------- | -------------------------------------- | -------------------------------------- | -------------------------------------- | -------------------------------------- | -------------------------------------- | -------------------------------------- |
| Cao kỉ lục °C (°F)                      | 7.8 (46.0)                             | 8.0 (46.4)                             | 16.3 (61.3)                            | 29.8 (85.6)                            | 32.6 (90.7)                            | 32.4 (90.3)                            | 35.4 (95.7)                            | 35.3 (95.5)                            | 31.2 (88.2)                            | 25.0 (77.0)                            | 21.8 (71.2)                            | 13.5 (56.3)                            | 35.4 (95.7)                            |
| Trung bình ngày tối đa °C (°F)          | −1.2 (29.8)                            | −0.4 (31.3)                            | 3.4 (38.1)                             | 10.6 (51.1)                            | 16.8 (62.2)                            | 20.7 (69.3)                            | 24.3 (75.7)                            | 25.5 (77.9)                            | 22.1 (71.8)                            | 15.7 (60.3)                            | 8.1 (46.6)                             | 1.3 (34.3)                             | 12.2 (54.0)                            |
| Trung bình ngày °C (°F)                 | −4.6 (23.7)                            | −4.2 (24.4)                            | −0.3 (31.5)                            | 5.8 (42.4)                             | 11.4 (52.5)                            | 15.6 (60.1)                            | 19.6 (67.3)                            | 20.9 (69.6)                            | 17.2 (63.0)                            | 10.8 (51.4)                            | 4.2 (39.6)                             | −2.0 (28.4)                            | 7.9 (46.2)                             |
| Tối thiểu trung bình ngày °C (°F)       | −9.0 (15.8)                            | −8.9 (16.0)                            | −4.4 (24.1)                            | 1.3 (34.3)                             | 6.8 (44.2)                             | 11.7 (53.1)                            | 16.1 (61.0)                            | 17.4 (63.3)                            | 12.7 (54.9)                            | 6.2 (43.2)                             | 0.4 (32.7)                             | −5.7 (21.7)                            | 3.7 (38.7)                             |
| Thấp kỉ lục °C (°F)                     | −23.1 (−9.6)                           | −22.1 (−7.8)                           | −17.2 (1.0)                            | −10.4 (13.3)                           | −3.0 (26.6)                            | 2.4 (36.3)                             | 7.4 (45.3)                             | 8.7 (47.7)                             | 3.0 (37.4)                             | −1.5 (29.3)                            | −10.0 (14.0)                           | −19.4 (−2.9)                           | −23.1 (−9.6)                           |
| Lượng Giáng thủy trung bình mm (inches) | 89.1 (3.51)                            | 65.2 (2.57)                            | 46.3 (1.82)                            | 41.0 (1.61)                            | 59.7 (2.35)                            | 55.2 (2.17)                            | 94.9 (3.74)                            | 129.4 (5.09)                           | 123.7 (4.87)                           | 98.6 (3.88)                            | 99.5 (3.92)                            | 90.1 (3.55)                            | 992.7 (39.08)                          |
| Lượng tuyết rơi trung bình cm (inches)  | 201 (79)                               | 153 (60)                               | 96 (38)                                | 11 (4.3)                               | 0 (0)                                  | 0 (0)                                  | 0 (0)                                  | 0 (0)                                  | 0 (0)                                  | 0 (0)                                  | 32 (13)                                | 157 (62)                               | 650 (256.3)                            |
| Số ngày mưa trung bình                  | 18.1                                   | 15.2                                   | 11.6                                   | 8.9                                    | 9.5                                    | 8.3                                    | 8.8                                    | 9.8                                    | 11.1                                   | 13.1                                   | 16.6                                   | 17.4                                   | 148.4                                  |
| Số ngày tuyết rơi trung bình            | 20.4                                   | 16.7                                   | 12.0                                   | 1.8                                    | 0                                      | 0                                      | 0                                      | 0                                      | 0                                      | 0                                      | 3.8                                    | 16.7                                   | 71.4                                   |
| Số giờ nắng trung bình tháng            | 66.6                                   | 81.4                                   | 145.3                                  | 178.9                                  | 194.9                                  | 169.5                                  | 163.8                                  | 173.2                                  | 167.1                                  | 142.1                                  | 87.2                                   | 65.0                                   | 1.635                                  |
| Nguồn 1: Cục Khí tượng Nhật Bản         |                                        |                                        |                                        |                                        |                                        |                                        |                                        |                                        |                                        |                                        |                                        |                                        |                                        |
| Nguồn 2: Cục Khí tượng Nhật Bản         |                                        |                                        |                                        |                                        |                                        |                                        |                                        |                                        |                                        |                                        |                                        |                                        |                                        |